# Amanita ocreata
Amanita ocreata (también conocida en inglés como death angel, literalmente «ángel de la muerte», o destroying angel, «ángel destructor») es una especie de hongo basidiomiceto venenoso, perteneciente al género Amanita, del orden Agaricales. Produce un cuerpo de fructificación blanco, cuyo sombrero es convexo o achatado y alcanza 12 cm de diámetro. Su color puede tener un tono amarillento, rosado y algunas veces con el centro marrón. Las láminas se apilan y el tronco mide hasta 20 cm. Tiene un anillo membranoso blanco y fino, además de una volva que se parece a una bolsa, que cubre casi la mitad de la estipe. La especie fue descrita por primera vez en 1909 por Charles Horton Peck, a través de ejemplares recogidos en California.
Es un hongo muy tóxico, responsable de varios envenenamientos por hongos en el oeste de América del Norte, región en la que se puede encontrar en la naturaleza. Contiene amatoxinas altamente venenosas, así como también falotoxinas, una característica compartida con su "primo" próximo, y también mortal, A. phalloides, y otras especies conocidas conjuntamente como ángeles destructores. La primera ingesta causa dolor abdominal, diarrea y deshidratación. Luego, la persona puede experimentar insuficiencia hepática y renal lo suficientemente graves como para causar la muerte.

## Taxonomía y etimología
La especie Amanita ocreata fue descrita por primera vez en 1909 por el micólogo norteamericano Charles Horton Peck. Los ejemplares que sirvieron de base para esta descripción fueron recolectados por Charles Fuller Baker en Claremont, California. El epíteto específico es derivado del latín ocrěātus, que significa 'vistiendo grebas', (en latín ocrea significa greba), una referencia a su volva, que se encuentra libre y suelta. El término Amanita bivolvata es considerado sinónimo. El hongo pertenece a la misma sección (Phalloideae) y género (Amanita) de diversos hongos venenosos mortales, incluyendo A. phalloides y varias especies de setas Amanita blancos popularmente conocidos con el nombre común de destroying angel ("ángel destructor" en español): A. bisporiga del Este de Norteamérica, y A. virosa de Europa, Death angel (en inglés, "ángel de la muerte") es otro nombre vulgar para esta especie en los países anglófonos.

## Descripción
El cuerpo de fructificación de A. ocreata es generalmente más robusto que otros de los hongos llamados "ángeles destructores". Primeramente, surge como un objeto ovalado blanco cubierto con un velo universal. Cuando crece, el velo se rompe surgiendo el cuerpo fructífero, aunque podrían quedar restos del velo adheridos a los bordes del sombrero. El píleo es inicialmente semiesférico, para irse haciendo cada vez más convexo y aplanado, a veces irregularmente. Esto puede generar ondulaciones en el sombrero, el cual puede alcanzar hasta 12 cm de diámetro. El color varía desde el blanco al ocre, pasando por el blanco-amarillento, a veces con una región central parduzca. En ciertas ocasiones, los cuerpos fructíferos pueden mostrar tonos rosáceos. El resto del hongo bajo el sombrero es de color blanco. El estipe mide de 8 a 20 cm de alto y 1,5-2 cm de espesor en el ápice, y lleva un anillo membranoso blanco y fino. La volva es delgada, lisa y con forma de saco, aunque puede ser bastante grande y contener casi la mitad del estipe.
La impresión de esporas, técnica usada en la identificación de hongos, son blancas, y sus esporas, de formato subgloboso, ovoide y elipsoide, y miden 9-14 x 7-10 μm vistas al microscopio. Generalmente, no presentan un olor típico, aunque algunos cuerpos fructíferos pueden presentar un ligero olor, descrito como lejía o cloro, un pez muerto o yodo. Al igual que sucede con otros Amanita blancos, su carne del hongo se tiñe de amarillo cuando es tratada con hidróxido de potasio (KOH).

## Especies semejantes
Este hongo presenta un parecido notable con otros hongos comestibles como Agaricus arvensis y A. campestris, y con los pedos de lobo (Lycoperdon spp.), antes de que el sombrero se haya abierto y las láminas sean visibles, por lo que, si se recolectan hongos inmaduros, se corre el riesgo de confundir estas especies. También se parece a otro hongo comestible y muy preciado, Amanita velosa, que puede ser distinguido de A. ocreata por su ausencia de anillo, su sombrero estriado en los bordes y la presencia de los restos de un grueso velo universal, componiendo el velo. El hongo comestible Amanita lanei tampoco posee anillo y es más probable que presente restos del velo sobre su sombrero, que es generalmente oscuro. Volvariella speciosa tiene esporas rosas, pero no posee anillo ni volva.

## Toxicidad
Amanita ocreata presenta una gran toxicidad, siendo responsable de cierto número de envenenamientos por hongos en el noroeste americano, especialmente durante la primavera. Su toxicidad se debe a su alto contenido en amatoxinas y falotoxinas, una característica compartida con otra especie del género, A. phalloides, y con las demás especies conocidas como "ángeles destructores". Debido a esto, tan solo la mitad del sombrero de un espécimen podría matar a un hombre. Existe alguna evidencia de que podría ser el hongo más tóxico de los Phalloideae de Norteamérica, como es el hecho de que los consumidores accidentales presentan la más elevada tasa de órganos dañados y un 40% de fallecimientos. Los perros también parecen ser consumidores de este hongo en California con fatales resultados.
Las amatoxinas se componen de al menos ocho compuestos con una estructura similar consistente en ocho anillos de aminoácidos. De todos ellos, la α-amanitina es la más frecuente en A. ocreata y, junto con la β-amanitina, los principales responsables de los efectos tóxicos del hongo. El principal mecanismo de toxicidad consiste en la inhibición de la ARN polimerasa II, una enzima crucial en la síntesis del ARN mensajero (ARNm), de microARN y de ARN pequeño nuclear (ARNsn). Sin ARNm, la síntesis de proteínas y, consecuentemente, el metabolismo celular se frenan y la célula muere. El hígado es el principal órgano afectado, ya que es el primero en recibir las toxinas después de ser absorbidas en el tracto gastrointestinal, pero también se ven afectados otros órganos, especialmente los riñones, susceptibles a las toxinas.
Las falotoxinas se componen de al menos siete compuestos que tienen siete anillos peptídicos similares. Aunque son altamente tóxicas para las células del hígado, las falotoxinas parecen poseer una pequeña ventaja frente a las toxinas de otros "ángeles destructores", ya que no se absorben a través del intestino. Además, una falotoxina, la faloidina, también ha sido encontrada en el hongo comestible Amanita rubescens.

### Síntomas
Los síntomas de envenenamiento por A. ocreata son inicialmente a nivel gastrointestinal e incluyen cólicos abdominales, diarrea acuosa y vómitos que podrían conducir a deshidratación y, en los casos más graves, a hipotensión, taquicardia, hipoglucemia y desórdenes en el metabolismo ácido-base. Estos primeros síntomas duran hasta el segundo o tercer día tras la ingestión del hongo. A partir de ese momento puede producirse un serio deterioro del hígado, que da lugar a la aparición de nuevos síntomas como ictericia, delirios, convulsiones y coma debido a una hepatitis fulminante y a la encefalopatía hepática causada por la acumulación en sangre de todas aquellas sustancias normalmente procesadas o eliminadas por el hígado. El fallo renal (como consecuencia de la hepatitis grave o causada directamente por los tóxicos) y la coagulopatía pueden aparecer en esta etapa. Las complicaciones que pueden amenazar la vida de la persona intoxicada son: incremento de la presión intracraneal, hemorragia intracraneal, sepsis, pancreatitis, insuficiencia renal aguda y paro cardíaco. La muerte sobreviene generalmente entre 6 y 7 días después de la ingestión.

### Tratamiento
El consumo de A. ocreata es una emergencia médica que requiere hospitalización. Existen cuatro categorías principales de terapia en caso de envenenamiento: cuidados médicos preliminares, medidas de apoyo, tratamientos específicos y trasplante de hígado.
Los cuidados preliminares consisten en la descontaminación gástrica mediante la aplicación de carbón activo o mediante un lavado gástrico. Sin embargo, debido al retraso entre la ingestión y los primeros síntomas de envenenamiento, es muy común que los pacientes acudan al hospital demasiado tarde para que estos tratamientos puedan ser eficaces. Las medidas de apoyo van dirigidas hacia el tratamiento de la deshidratación resultante de la pérdida de fluidos durante la fase gastrointestinal de la intoxicación, así como a la corrección de la acidosis metabólica, de la hipoglucemia, del desequilibrio de electrolitos y de las deficiencias en la coagulación.
A 2015 no hay disponible ningún antídoto definitivo para el envenenamiento con amatoxinas, pero algunos tratamientos específicos como la penicilina G intravenosa han demostrado mejorar la supervivencia. Existen algunas evidencias de que la silibinina intravenosa, un extracto de cardo mariano (Silybum marianum), podría ser capaz de reducir los efectos de las amatoxinas, evitando su entrada en los hepatocitos y manteniendo así el tejido hepático intacto. En aquellos pacientes que desarrollan un fallo hepático, la única opción para evitar la muerte suele ser el trasplante de hígado. Los trasplantes de hígado se han convertido en una posibilidad bien establecida en el envenenamiento por amatoxinas. No obstante, es una cuestión complicada debido a que los trasplantes ya poseen por sí mismos un riesgo significativo de presentar complicaciones o de mortalidad. Además, los pacientes requieren ser sometidos a largos períodos de inmunosupresión para no rechazar el trasplante. Las evidencias sugieren que, aunque la tasa de supervivencia ha mejorado con los tratamientos médicos modernos, en pacientes con un envenenamiento de moderado a grave la mitad de los que se recuperaron, sufrieron un daño hepático permanente. Sin embargo, estudios posteriores han demostrado que la mayoría de los supervivientes se recuperan completamente sin ninguna secuela si son tratados dentro de las 36 horas posteriores a la ingestión.

## Ecología, hábitat y distribución
Los cuerpos de fructificación de A. ocreata aparecen entre enero y abril, por lo tanto más tarde que otras setas del género Amanita excepto A. calyptroderma. Se encuentra en los bosques de la costa del Pacífico de América del Norte, en un área que se extiende desde el estado de Washington hacia el sur, pasando por California, hasta Baja California en México. También sería posible encontrarlo en la isla de Vancouver de la Columbia Británica, pero esto nunca se ha confirmado. El hongo establece relaciones ectomicorrizales y se encuentra en asociación con robles (Quercus agrifolia), así como también árboles del género Corylus. En Oregon y Washington, también puede estar asociado con Quercus garryana.